# Temporada 1983-84 de los New York Knicks
La temporada 1983-84 fue la trigésimo octava de los New York Knicks en la NBA. La temporada regular acabó con 47 victorias y 35 derrotas, ocupando el quinto puesto de la conferencia, clasificándose para los playoffs, en los que cayeron en las semifinales de la Conferencia Este ante los Boston Celtics.

## Elecciones en elDraft
| Ronda | Puesto | Jugador        | Posición | Nacionalidad   | Universidad     |
| ----- | ------ | -------------- | -------- | -------------- | --------------- |
| 1     | 12     | Darrell Walker | Base     | Estados Unidos | Arkansas        |
| 4     | 82     | Mark Jones     | Base     | Estados Unidos | St. Bonaventure |

## Temporada regular
| División Atlántico   | División Atlántico | División Atlántico | División Atlántico | División Atlántico | División Atlántico | División Atlántico | División Atlántico | División Atlántico |
| Equipo               | G                  | P                  | %                  | PD                 | Casa               | Fuera              | Div                |                    |
| -------------------- | ------------------ | ------------------ | ------------------ | ------------------ | ------------------ | ------------------ | ------------------ | ------------------ |
| y-Boston Celtics     | 62                 | 20                 | .756               | –                  | 33–8               | 29–12              | 13–11              |                    |
| x-Philadelphia 76ers | 52                 | 30                 | .634               | 10                 | 32–9               | 20–21              | 15–9               |                    |
| x-New York Knicks    | 47                 | 35                 | .573               | 15                 | 29–12              | 18–23              | 12–12              |                    |
| x-New Jersey Nets    | 45                 | 37                 | .549               | 17                 | 29–12              | 16–25              | 12–12              |                    |
| x-Washington Bullets | 35                 | 47                 | .427               | 27                 | 25–16              | 10–31              | 8–16               |                    |

## Playoffs

### Primera ronda
Detroit Pistons vs. New York Knicks 
| Fecha       | Partido                                  | Ciudad     |
| ----------- | ---------------------------------------- | ---------- |
| 17 de abril | Detroit Pistons 93, New York Knicks 94   | Detroit    |
| 19 de abril | Detroit Pistons 113, New York Knicks 105 | Detroit    |
| 22 de abril | New York Knicks 120, Detroit Pistons 113 | Nueva York |
| 25 de abril | New York Knicks 112, Detroit Pistons 119 | Nueva York |
| 26 de abril | Detroit Pistons 123, New York Knicks 127 | Detroit    |
|             | New York Knicks gana las series 3-2      |            |

### Semifinales de Conferencia
Boston Celtics vs. New York Knicks 
| Fecha       | Partido                                 | Ciudad     |
| ----------- | --------------------------------------- | ---------- |
| 29 de abril | Boston Celtics 110, New York Knicks 92  | Boston     |
| 2 de mayo   | Boston Celtics 116, New York Knicks 102 | Boston     |
| 4 de mayo   | New York Knicks 100, Boston Celtics 92  | Nueva York |
| 6 de mayo   | New York Knicks 118, Boston Celtics 113 | Nueva York |
| 9 de mayo   | Boston Celtics 121, New York Knicks 99  | Boston     |
| 11 de mayo  | New York Knicks 106, Boston Celtics 104 | Nueva York |
| 13 de mayo  | Boston Celtics 121, New York Knicks 104 | Boston     |
|             | Boston Celtics gana las series 4-3      |            |

## Estadísticas
| Rk | Jugador         | Edad | P  | PT | MP   | TC   | TCI  | %TC  | T3  | T3I | %T3  | TL  | TLI | %TL  | RO  | RD  | RT  | AS  | RB  | TAP | BP  | FP  | PTS  |
| -- | --------------- | ---- | -- | -- | ---- | ---- | ---- | ---- | --- | --- | ---- | --- | --- | ---- | --- | --- | --- | --- | --- | --- | --- | --- | ---- |
| 1  | Bernard King    | 27   | 77 | 76 | 34.6 | 10.3 | 18.1 | .572 | 0.0 | 0.1 | .000 | 5.7 | 7.3 | .779 | 1.6 | 3.5 | 5.1 | 2.1 | 1.0 | 0.2 | 2.6 | 3.5 | 26.3 |
| 2  | Truck Robinson  | 32   | 65 | 63 | 32.8 | 4.4  | 8.9  | .489 | 0.0 | 0.0 |      | 2.0 | 3.2 | .646 | 2.6 | 5.8 | 8.4 | 1.4 | 0.7 | 0.4 | 2.5 | 3.3 | 10.8 |
| 3  | Bill Cartwright | 26   | 77 | 77 | 32.3 | 5.9  | 10.5 | .561 | 0.0 | 0.0 | .000 | 5.2 | 6.5 | .805 | 2.5 | 5.9 | 8.4 | 1.4 | 0.6 | 1.3 | 2.6 | 3.4 | 17.0 |
| 4  | Rory Sparrow    | 25   | 79 | 74 | 30.8 | 4.4  | 9.3  | .474 | 0.1 | 0.5 | .256 | 1.4 | 1.7 | .824 | 0.6 | 1.8 | 2.4 | 6.8 | 1.3 | 0.1 | 2.7 | 2.9 | 10.4 |
| 5  | Ray Williams    | 29   | 76 | 63 | 29.3 | 5.5  | 12.4 | .445 | 0.3 | 1.1 | .309 | 3.5 | 4.2 | .827 | 0.9 | 2.6 | 3.5 | 5.9 | 2.1 | 0.3 | 2.9 | 3.6 | 14.8 |
| 6  | Louis Orr       | 25   | 78 | 20 | 21.0 | 3.4  | 7.3  | .458 | 0.0 | 0.0 |      | 2.2 | 2.7 | .820 | 1.3 | 1.6 | 2.9 | 0.8 | 0.8 | 0.2 | 1.2 | 1.8 | 8.9  |
| 7  | Trent Tucker    | 24   | 63 | 21 | 19.5 | 3.6  | 7.1  | .500 | 0.1 | 0.3 | .375 | 0.4 | 0.5 | .758 | 0.7 | 1.4 | 2.1 | 2.2 | 1.0 | 0.1 | 0.9 | 2.0 | 7.6  |
| 8  | Marvin Webster  | 31   | 76 | 5  | 17.0 | 1.5  | 3.1  | .469 | 0.0 | 0.0 |      | 0.9 | 1.5 | .564 | 1.9 | 2.9 | 4.8 | 0.7 | 0.4 | 1.3 | 1.1 | 2.5 | 3.8  |
| 9  | Darrell Walker  | 22   | 82 | 0  | 16.1 | 2.6  | 6.3  | .417 | 0.0 | 0.2 | .267 | 2.5 | 3.2 | .791 | 0.9 | 1.1 | 2.0 | 3.5 | 1.5 | 0.2 | 2.4 | 2.5 | 7.9  |
| 10 | Ernie Grunfeld  | 28   | 76 | 6  | 14.7 | 2.2  | 4.8  | .459 | 0.0 | 0.1 | .222 | 0.8 | 1.1 | .771 | 0.3 | 1.3 | 1.6 | 1.4 | 0.6 | 0.1 | 0.9 | 2.0 | 5.2  |
| 11 | Len Elmore      | 31   | 65 | 5  | 12.8 | 1.0  | 2.4  | .408 | 0.0 | 0.0 |      | 0.4 | 0.6 | .711 | 1.0 | 1.6 | 2.5 | 0.5 | 0.4 | 0.5 | 0.7 | 2.4 | 2.4  |
| 12 | Eric Fernsten   | 30   | 32 | 0  | 12.6 | 0.9  | 1.6  | .558 | 0.0 | 0.0 |      | 0.8 | 1.1 | .735 | 0.9 | 1.8 | 2.7 | 0.3 | 0.5 | 0.3 | 0.6 | 1.5 | 2.6  |
| 13 | Rudy Macklin    | 25   | 8  | 0  | 8.1  | 1.5  | 3.8  | .400 | 0.0 | 0.0 |      | 1.4 | 1.6 | .846 | 0.6 | 0.8 | 1.4 | 0.4 | 0.1 | 0.0 | 0.8 | 2.1 | 4.4  |

## Galardones y récords
| Jugador        | Galardón                            |
| Bernard King   | Mejor quinteto de la NBA All-Star   |
| Darrell Walker | Mejor quinteto de rookies de la NBA |